# Auteuil (Yvelines)
Auteuil è un comune francese di 925 abitanti situato nel dipartimento degli Yvelines nella regione dell'Île-de-France.

## Società

### Evoluzione demografica
Abitanti censiti